# Dorniella triramosa
Dorniella triramosa là một loài côn trùng trong họ Blattogryllidae thuộc bộ Grylloblattodea. Loài này được Bode miêu tả năm 1953.